# The Open Championship 2011

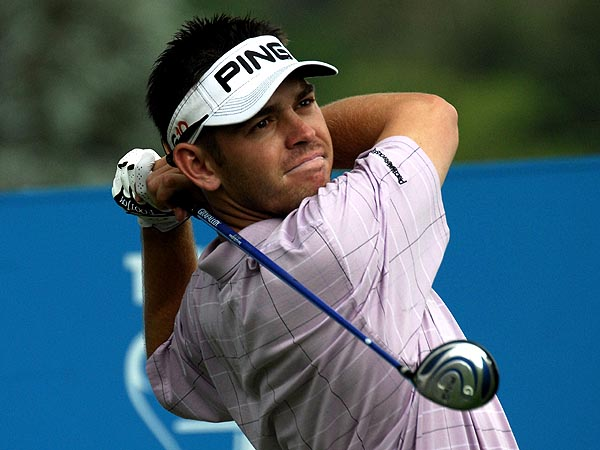
Titelverdediger Louis Oosthuizen

Het Brits Open (The Open Championship) is een van de vier Majors van de golfsport.
De 140ste editie van het Brits Open wordt van 14 - 17 juli 2011 gespeeld op de Royal St George's Golf Club in Sandwich. Titelverdediger is de Zuid-Afrikaan Louis Oosthuizen.
Sinds 1894 werd het Open reeds dertien keer op Sandwich gespeeld, in 2003 voor het laatst. Dat werd gewonnen door de Amerikaan Ben Curtis, die toen voor het eerst meespeelde. Ook is al dertien keer het Brits Amateur Kampioenschap hier gespeeld.

## Verslag
Floris de Vries plaatste zich voor dit toernooi op een kwalificatietoernooi in Zuid-Afrika in januari, Joost Luiten kwalificeerde zich door in 2010 in de top-30 van de Race To Dubai te eindigen. Floris en Joost misten de cut vorige week bij het Schots Open en konden daardoor zondag al hun eerste oefenronde spelen,
Donderdag
Er is veel regen en wind. Toch staan 35 spelers onder par. De 40-jarige Deen Thomas Bjørn en de 20-jarige Engelse amateur Tom Lewis delen de leiding met -5. Niet alle spelers hebben de ronde kunnen afmaken, w.o. Floris de Vries, die na 15 holes op +1 staat.
Vrijdag
Floris de Vries heeft de eerste ronde op par geëindigd. Joost Luiten heeft ronde 2 in 69 gespeeld en zijn positie mooi verbeterd. De tweede ronde van Floris de Vries was net goed genoeg om zich voor het weekend te kwalificeren. Ook twee amateurs hebben de cut gehaald.
De leiding wordt gedeeld door Darren Clarke en Lucas Glover.
Zaterdag
Darren Clarke staat nog aan de leiding dankzij een bogey van Dustin Johnson op hole 17. Joost Luiten maakte maar één birdie en kwam met +9 binnen, waardoor hij nu bijna onderaan staat. Het blijft moeilijk spelen met al die regenen wind, er staan maar zes spelers onder par.
Zondag
17:00 uur CET: Luiten maakte +5 en bleef op de 63ste plaats staan, Floris de Vries maakte 73 en eindigde net als Peter Uihlein op de 48ste plaats, een mooi resultaat als je voor het eerst meedoet. Tom Lewis eindigde als beste amateur op de 31ste plaats en krijgt de zilveren medaille. De gouden medaille gaat naar de winnaar. Er wordt nog gespeeld, Darren Clarke staat na hole 7 op -7, Phil Mickelson staat na hole 9 op -5.

18:30 uur CET: Op hole 14 was er nog steeds twee slagen verschil tussen Clarke en Johnson, totdat Johnson daar zijn tweede slag out of bounds sloeg en een double-bogey maakte, waarna het verschil vier slagen was. Dat werd minder toen Clarke een putt op hole 17. Het publiek gaf hem een staande ovatie toen hij de green opliep, hij maakte een 3-putt en won het Open. 
| Naam                 | R1 | Score | Nr  | R2 | Score | Totaal | Nr  | R3 | Score | Totaal | Nr  | R4 | Score | Totaal | Nr  |
| -------------------- | -- | ----- | --- | -- | ----- | ------ | --- | -- | ----- | ------ | --- | -- | ----- | ------ | --- |
| Darren Clarke        | 68 | -2    | T6  | 68 | -2    | -4     | T1  | 69 | -1    | -5     | 1   | 70 | par   | -5     | 1   |
| Dustin Johnson       | 70 | par   | T36 | 68 | -2    | -2     | T6  | 68 | -2    | -4     | 2   | 72 | +2    | -2     | T2  |
| Phil Mickelson       | 70 | par   | T36 | 69 | -1    | -1     | T   | 71 | +1    | par    | T7  | 68 | -2    | -2     | T2  |
| Thomas Bjørn         | 65 | -5    | T1  | 72 | +2    | -3     | T3  | 71 | +1    | -2     | T3  | 71 | +1    | -1     | 4   |
| Rickie Fowler        | 70 | par   | T36 | 70 | par   | par    | T11 | 68 | -2    | -2     | T3  | 72 | +2    | par    | T5  |
| Lucas Glover         | 66 | -4    | T3  | 70 | psr   | -4     | T1  | 72 | +2    | -1     | T5  | 74 | +4    | +3     | T12 |
| Martin Kaymer        | 68 | -2    | T6  | 69 | -1    | -3     | T3  | 73 | +3    | par    | T7  | 73 | +3    | +3     | T12 |
| Miguel Ángel Jiménez | 66 | -4    | T3  | 71 | +1    | -3     | T3  | 72 | +2    | -1     | T5  | 78 | +8    | +7     | T25 |
| Tom Lewis (Am)       | 65 | -5    | T1  | 74 | +4    | -1     | T15 | 76 | +6    | +5     | T33 | 74 | +4    | +10    | T31 |
| Peter Uihlein (Am)   | 71 | +1    | T41 | 71 | +1    | +2     | T44 | 75 | +5    | +7     | T41 | 75 | +5    | +12    | T48 |
| Floris de Vries      | 70 | par   | T36 | 73 | +3    | +3     | T60 | 76 | +6    | +9     | T55 | 73 | +3    | +12    | T48 |
| Joost Luiten         | 73 | +3    | T94 | 69 | -1    | +2     | T44 | 79 | +9    | +11    | T63 | 75 | +5    | +16    | T63 |

| Leider |  | Toernooirecord |

## De spelers
Nicolas Colsaerts viel een week voor het toernooi van een scooter en liep een elleboogblessure op. Hij wordt vervangen door Ricky Barnes.
| - Thomas Aiken - Robert Allenby - Fredrik Andersson Hed - Aaron Baddeley - Ricky Barnes - Jonathan Byrd - Ángel Cabrera - Mark Calcavecchia - Paul Casey - KJ Choi - Stewart Cink - Darren Clarke - Ben Crane - Ben Curtis - John Daly - Rhys Davies - Jason Day - Luke Donald - David Duval - Ernie Els - Ross Fisher - Rickie Fowler - Hiroyuki Fujita - Jim Furyk - Stephen Gallacher - Lucas Glover - Retief Goosen - Richard Green - Bill Haas - Todd Hamilton - Anders Hansen - Peter Hanson - Pádraig Harrington - Grégory Havret - Charley Hoffman - Trevor Immelman | - Ryo Ishikawa - Raphaël Jacquelin - Thongchai Jaidee - Miguel Ángel Jiménez - Zach Johnson - Dustin Johnson - Robert Karlsson - Martin Kaymer - Simon Khan - KT Kim - Matt Kuchar - Martin Laird - Bernhard Langer - Paul Lawrie - Tom Lehman - Justin Leonard - Joost Luiten - Sandy Lyle - Hunter Mahan - Matteo Manassero - Graeme McDowell - Rory McIlroy - Phil Mickelson - Francesco Molinari - Edoardo Molinari - Ryan Moore - Kevin Na - Seung-yul Noh - Geoff Ogilvy - Sean O'Hair - Mark O'Meara - Louis Oosthuizen (2010) - Jeff Overton - Ryan Palmer - Ian Poulter - Alvaro Quiros | - Robert Rock - Justin Rose - Rory Sabbatini - Charl Schwartzel - Adam Scott - Brandt Snedeker - Henrik Stenson - Kevin Streelman - Steve Stricker - Bo Van Pelt - Camilo Villegas - Nick Watney - Tom Watson - Bubba Watson - Lee Westwood - Danny Willett - Mark Wilson - Gary Woodland - Y E Yang Amateurs - Jin Jeong - Peter Uihlein - Lucas Bjerregaard - Bryden MacPherson International Qualifyers (Engeland) - Graeme Storm - Alexander Norén - Gary Boyd - Thomas Levet - Peter Whiteford - Alejandro Cañizares - Kenneth Ferrie - Grégory Bourdy - Richard McEvoy - George Coetzee po | International Qualifyers (Texas) - Brian Davis - Chad Campbell - Nathan Green - Davis Love III - Spencer Levin - Chris Tidland - Bob Estes - Jerry Kelly po International Qualifyers (Thailand) - Prom Meesawat - Tetsuji Hiratsuka - Chih-Bing Lam - Jason Knutzon International Qualifyers (Australië) - Matt Millar - Kurt Barnes - Rick Kulacz po International Qualifyers (Z-Afrika) - Floris de Vries - Neil Schietekat - Martin Maritz Local Final Qualifyers (Engeland) - Andy Smith - Markus Brier po - Lee Corfield po - Simon Edwards - Thomas Shadbolt - Francis McGuirk - Craig Hinton (Am) - Andrew Johnston po - Simon Lilly po - Tom Lewis (Am) - Adam Wootton - Mark Laskey po |

po Kelly versloeg 5 spelers om zich te kwalificeren. Kulacz versloeg één speler, Coetzee 4 spelers.
Local Final Qualifying
Om aan de Final Qualifying mee te mogen doen, konden spelers een week eerder op 16 banen in het Verenigd Koninkrijk de voorkwalificatie spelen. Op iedere baan werd gespeeld om een aantal plaatsen in de Final Qualifying.
De laatste mogelijkheid om te kwalificeren is op 28 juni, dan worden nog vier kwalificatietoernooien in Engeland gespeeld op vier verschillende banen: op Littlestone, op de Prince’s Golf Club, op Royal Cinque Ports en Rye. Op iedere baan doen 72 spelers mee voor drie plaatsen. Onder hen Michael Campbell, die reeds 15 keer in het Open speelde, Joakim Haeggman, Hennie Otto, Jarmo Sandelin, Jin Jeong, Peter Baker, Paul Broadhurst en Markus Brier, die alleen eerdere kwalificaties misten. Ieder toernooi is 36 holes. Ook in deze laatste vier kwalificatietoernooien werden vijf plaatsen verworven in play-off.